# Solitaire (musikalbum 1972)
Solitaire, musikalbum av Neil Sedaka utgivet 1972 på skivbolaget Polydor. Albumet är producerat av Neil Sedaka. På albumet medverkar musikgruppen 10cc som musiker.
I USA fick albumet titeln Neil Sedaka.

## Låtlista
1. That's When The Music Takes Me – (Neil Sedaka. Listplacering i Storbritannien: 18)
2. Beautiful You – (Neil Sedaka/Phil Cody. Listplacering i Storbritannien: 43)
3. Express Yourself – (Neil Sedaka/Phil Cody)
4. Anywhere You're Gonna Be (Leba's Song) – (Neil Sedaka)
5. Home – (Neil Sedaka/Phil Cody)
6. Adventures Of A Boy Child Wonder – (Neil Sedaka/Phil Cody)
7. Better Days Are Coming – (Neil Sedaka)
8. Dimbo Man – (Neil Sedaka/Roger Atkins)
9. Trying To Say Goodbye – (Neil Sedaka/Phil Cody)
10. Solitaire – (Neil Sedaka)
11. Don't Let It Mess Your Mind – (Neil Sedaka/Phil Cody)